# Salvadoria argentea
Salvadoria argentea är en mångfotingart som beskrevs av Kraus 1954. Salvadoria argentea ingår i släktet Salvadoria och familjen Fuhrmannodesmidae. Inga underarter finns listade i Catalogue of Life.